# Асгрин, Каспер
Каспер Асгрин (дат. Kasper Asgreen; род. 8 февраля 1995, Дания ) — датский профессиональный шоссейный велогонщик. Многократный чемпион Дании по шоссейному велоспорту в индивидуальной и групповой гонках.

## Достижения
2016
1-й - Чемпион Дании — Индивидуальная гонка U23
3-й  Чемпионат Дании — Индивидуальная гонка
3-й Гран-при Виборга
3-й Тур Берлина U23 - Генеральная классификация
5-й Чемпионат мира — Индивидуальная гонка U23
2017
1-й  Чемпион Европы - индивидуальная гонка U23
1-й  Чемпион Дании — индивидуальная гонка U23
1-й Гран-при Виборга
1-й - Этап 1 Тур де л’Авенир
6-й Дуо Норман (вместе с Никласом Ларсеном
7-й Чемпионат мира - индивидуальная гонка U23
2018
1-й  Чемпион мира - командная гонка
1-й - Этап 1 (КГ) Адриатика — Ионика
2-й Истриан Спринг Трофи - Генеральная классификация
1-й - Этап 1
4-й Чемпионат Дании — индивидуальная гонка
6-й Trofeo Laigueglia
2019
1-й  Чемпион Дании — Индивидуальная гонка
1-й - Этап 3 Тур Германии
2-й  Чемпионат Европы  — Индивидуальная гонка
2-й  Чемпионат Дании — Групповая гонка
2-й Тур Фландрии
3-й Тур Калифорнии
1-й  Очковая классификация
1-й - Этап 2
2020
1-й Кюрне — Брюссель — Кюрне
2021
1-й Тур Фландрии

## Статистика выступлений на Гранд-турах
| Гонка           | 2018 | 2019 |
| --------------- | ---- | ---- |
| Джиро д’Италия  | —    | —    |
| Тур де Франс    | —    | 122  |
| Вуэльта Испании | 134  | —    |

| — | Не участвовал |